# Czech Darts Open
Het Czech Darts Open is een dartstoernooi dat voor het eerst in 2019 werd gehouden, als onderdeel van de PDC European Tour. Het evenement wordt gespeeld in Praag. 

## Winnaars Czech Darts Open
| Jaar | Winnaar                                      | Runner-up                                    | Score                                        | Prijzengeld                                  | Winnaar                                      | Runner-up                                    |
| ---- | -------------------------------------------- | -------------------------------------------- | -------------------------------------------- | -------------------------------------------- | -------------------------------------------- | -------------------------------------------- |
| 2019 | Jamie Hughes                                 | Stephen Bunting                              | 8–3 (legs)                                   | £140.000                                     | £25.000                                      | £10.000                                      |
| 2020 | Werd niet gehouden vanwege de coronapandemie | Werd niet gehouden vanwege de coronapandemie | Werd niet gehouden vanwege de coronapandemie | Werd niet gehouden vanwege de coronapandemie | Werd niet gehouden vanwege de coronapandemie | Werd niet gehouden vanwege de coronapandemie |
| 2021 | Werd niet gehouden vanwege de coronapandemie | Werd niet gehouden vanwege de coronapandemie | Werd niet gehouden vanwege de coronapandemie | Werd niet gehouden vanwege de coronapandemie | Werd niet gehouden vanwege de coronapandemie | Werd niet gehouden vanwege de coronapandemie |
| 2022 | Luke Humphries                               | Rob Cross                                    | 8–5 (legs)                                   | £140.000                                     | £25.000                                      | £10.000                                      |
| 2023 | Peter Wright                                 | Dave Chisnall                                | 8–6 (legs)                                   | £175.000                                     | £30.000                                      | £12.000                                      |
| 2024 | Luke Humphries                               | Kim Huybrechts                               | 8–1 (legs)                                   | £175.000                                     | £30.000                                      | £12.000                                      |

2004 · 2005 · 2006 · 2007 · 2008 · 2009 · 2010 · 2011 · 2012 · 2013 · 2014 · 2015 · 2016 · 2017 · 2018 · 2019 · 2020 · 2021 · 2022 · 2023 · 2024 · 2025
2019 · 2020 · 2021 · 2022 · 2023 · 2024